# The Papas & The Mamas
The Papas & The Mamas é o quarto álbum de estúdio do grupo vocal The Mamas and the Papas, lançado em 1968. Este foi o último álbum do grupo juntos, antes de se separarem pela primeira vez. Eles se reuniram novamente por um curto período em 1971. O álbum alcançou a posição #15 na parada americana Billboard 200. O projeto apresenta o último grande sucesso do grupo, o cover de "Dream a Little Dream of Me" e o hit menor "Twelve-Thirty".

## Gravação
Ao contrártio dos álbuns anteriores gravados em estúdio, The Papas & The Mamas foi gravado na casa de John e Michelle Phillips, mas com a mesma equipe de produção dos álbuns anteriores. Seu estúdio original, Western Recorders, mudou para tecnologia Solid-State, e Phillips e Adler compraram a mesa de mixagem analógica que usaram nas gravações anteriores e a colocaram em seu novo estúdio. Mais tarde, Adler disse que a sala de gravação não estava bem preparada e que a qualidade do som não era adequada para um grupo vocal como The Mamas & The Papas.
Com exceção da versão cover de muito sucesso de "Dream a Little Dream of Me" (que não é representativa do resto do álbum), o tema do álbum é muitas vezes oeferece uma visão deprimida e cansada da vida, mais especificamente no conteúdo lírico de "Safe in My Garden", "Mansions", " Too Late" e "Rooms".
Existem poucas músicas sobre amor e algumas canções mais experimentais com texturas de guitarra no estilo Jimmy Hendrix, como em "Gemini Childe", por exemplo.
Todo o material era novo no lançamento do novo álbum, com exceção de "Twelve Thirty", que foi lançado mais tarde como single em agosto de 1967 como "Twelve Thirty (Young Girls Are Coming to the Canyon)".
A música "Meditation Mama" contou com o vocal principal de John Phillips, sendo essa sua primeira vez como vocais solo em uma faixa de the Mamas and the Papas. No geral, todos os quatro membros do grupo contribuíram com vocais principais e de apoio neste álbum. Os vocais de "For the Love of Ivy" levariam um mês para serem gravados.
A música "Midnight Voyage" que fecha o álbum tem a distinção de ser uma das poucas faixas de the Mamas and Papas a ser lançada com falsos começos e conversas de estúdio, dando ao ouvinte uma breve prévia de como uma música se forma.
Embora tenha sido o primeiro álbum do grupo a não alcançar o top 10 na parada de álbuns dos EUA, foi um sucesso comercial após seu lançamento, tornando-se o quarto e último álbum do grupo no top 20 na América e produzindo dois singles de sucesso, sendo "Dream a Little Dream of Me" um deles, que daria mais tarde início à carreira solo de Cass Elliot.
A música "Twelve Thirty (Young Girls Are Coming to the Canyon)" é ouvida durante uma cena crucial do filme de 2019 de Quentin Tarantino, Once Upon a Time... in Hollywood.
A música "The Right Somebody to Love", com vocal principal de Michelle Phillips (originalmente interpretada por Shirley Temple no filme Captain January), abriu os dois lados do álbum. Uma reedição posterior em CD omitiu a versão do segundo lado e incluiu apenas a primeira parte da música.
| Críticas profissionais | Críticas profissionais |
| Avaliações da crítica  | Avaliações da crítica  |
| Fonte                  | Avaliação              |
| ---------------------- | ---------------------- |
| AllMusic               | [ 1 ]                  |
| Rolling Stone          | [ 4 ]                  |

## Lançamento
O álbum estreou na parada de LPs da Billboard em 25 de maio de 1968 na posição 189 e alcançou sua posição máxima de número 15 em 3 de agosto de 1968, passando um total de 34 semanas na parada de LPs.
Quatro dos singles do álbum alcançaram a parada Hot 100 da Billboard americana: "Twelve Thirty (Young Girls Are Coming to the Canyon)" estreou na posição #72 (em 26 de agosto de 1967) e alcançou a posição máxima de número #20 (em 16 de setembro de 1967). "Safe in My Garden" estreou na posição #79 (em 8 de junho de 1968) e alcançou a posição máxima de número #53 (em 6 de julho de 1968). "Dream a Little Dream of Me" estreou na posição #94 (em 6 de julho de 1968) e alcançou a posição máxima de número #12 (em 17 de agosto de 1968). "For the Love of Ivy" estreou na posição #91 (em 14 de setembro de 1968) e alcançou a posição máxima de número #81 (em 21 de setembro de 1968).
O álbum inteiro está incluído na íntegra em All the Leaves Are Brown, uma compilação retrospectiva que consiste nos primeiros quatro álbuns da banda e vários singles.

## Arte de capa
Gary Burden foi o autor responsável pela criação do pacote original de arte da capa dobrável. Algumas cópias trazem um adesivo na capa que diz: "✻ SPECIAL FUN JACKET ✻" "MAMAS & PAPAS EXCHANGE FACES". Existem duas fotos dos rostos dos membros (de Tad Diltz) com expressões diferentes. A capa continha duas abas parcialmente dividida horizontalmente que, quando dobradas, criavam carinhas engraçadas intercambiáveis, misturadas com cabeças de cada membro do grupo. John Lennon mais tarde usou a ideia semelhante para a arte da capa do LP Walls And Bridges.

## Lista de faixas
Todas as faixas escritas e compostas por John Phillips, exceto onde indicado.
| Lado um | |                                       |         |  |
| N.º     | Título | Compositor(es)                        | Duração |  |
| 1.      | "The Right Somebody to Love – part 1" (originalmente interpretada por Shirley Temple no filme Captain January) | Jack Yellen Lew Pollack               | 0:43    |  |
| 2.      | "Safe in My Garden"                                                                                            | John Phillips                         | 3:15    |  |
| 3.      | "Meditation Mama (Transcendental Women Travels)"                                                               | J. Phillips Lou Adler                 | 4:25    |  |
| 4.      | "For the Love of Ivy"                                                                                          | J. Phillips Denny Doherty             | 3:45    |  |
| 5.      | "Dream a Little Dream of Me"                                                                                   | Fabian Andre Wilbur Schwandt Gus Kahn | 3:17    |  |
| 6.      | "Mansions" | J. Phillips                           | 3:47    |  |

| Lado dois | |                         |         |  |
| N.º       | Título | Compositor(es)          | Duração |  |
| 1.        | "The Right Somebody to Love – part 2" (originalmente interpretada por Shirley Temple no filme Captain January) | Yellen Pollack          | 0:20    |  |
| 2.        | "Gemini Childe"                                                                                                | J. Phillips             | 07      |  |
| 3.        | "Nothing's Too Good for My Little Girl"                                                                        | Ned Wynn                | 3:09    |  |
| 4.        | "Too Late" | J. Phillips             | 4:10    |  |
| 5.        | "Twelve Thirty (Young Girls Are Coming to the Canyon)"                                                         | Cass Elliot J. Phillips | 3:26    |  |
| 6.        | "Rooms" | J. Phillips             | 2:52    |  |
| 7.        | "Midnight Voyage"                                                                                              | J. Phillips             | 3:13    |  |

## Equipe e colaboradores
Músicos
- Denny Doherty — vocais principais e vocais de apoio
- Cass Elliot — vocais principais e vocais de apoio
- John Phillips — guitarra (faixas A1-B4, B6), vocais principais (faixa A3), vocais de apoio
- Michelle Phillips — vocais principais e vocais de apoio
- "Doctor" Eric Hord — guitarra (faixas A1-B4, B6)
- Hal Blaine — bateria, percussão
- Larry Knechtel — teclados
- Joe Osborn — baixo (faixas A1-B4, B6)
- Paul Downing — guitarra (faixa B5)
- John York — baixo (faixa B5)

Técnico
- Peter Pilafian — engenheiro
- Lou Adler — produtor
- Henry Diltz — fotografia
- Gary Coleman — direção de arte, design de embalagem

## Desempenho nas tabelas musicais
| País — Tabela musical (1968)   | Melhor posição |
| ------------------------------ | -------------- |
| Estados Unidos (Billboard 200) | 15             |